# Ernest Faber
Ernest Anthonius Jacobus Faber (* 27. August 1971 in Geldrop) ist ein niederländischer ehemaliger Fußballspieler und heutiger Trainer. Mit PSV aus Eindhoven gewann er viermal die Meisterschaft, einmal den Pokal und sechsmal den Supercup. Der Abwehrspieler kam darüber hinaus einmal in der Nationalmannschaft zum Einsatz.

## Vereinskarriere
Faber kam in Geldrop, wenige Kilometer östlich von Eindhoven, zur Welt und begann mit dem Fußballspielen beim Eindhovener Fußballverein DBS. Schon in der C1-Jugend wechselte er zum großen Nachbarverein; 1990 gab ihm die PSV einen Vertrag als Profi. Der reguläre Innenverteidiger oder Vorstopper, der gelegentlich auch auf den Außenpositionen in der Abwehr spielte, wurde jedoch schon in der ersten Saison an den Ligakonkurrenten NEC aus Nimwegen ausgeliehen. Hier gab er zwei Tage vor seinem 19. Geburtstag, am 25. August 1990, sein Debüt in der Eredivisie; NEC gewann bei MVV in Maastricht 2:1. NEC stieg am Ende der Saison, in der Faber zu 30 Spieleinsätzen kam, als Tabellenletzter mit 62 Gegentoren ab. In der folgenden Spielzeit verlieh PSV ihn an Sparta Rotterdam, wo er 32 Spiele in der Ehrendivision absolvierte. In der Saison 1992/93 blieb er bei PSV und konnte am 2. September 1992 seinen ersten Einsatz im rot-weiß-gestreiften Trikot feiern: in der 72. Minute wurde er beim 3:0-Sieg über Cambuur Leeuwarden für Erwin Koeman eingewechselt. Nur 14 Tage später gab er auch sein internationales Debüt für die Eindhovener: in der Champions League kam er im Erstrunden-Hinspiel gegen Žalgiris Vilnius zum Einsatz, ebenso danach in der zweiten Runde und in fünf Spielen der Gruppenphase.
Bis zur Winterpause 1993/94 kam Faber in anderthalb Jahren auf 23 Ligaspiele bei PSV, ehe er in der Rückrunde 1994 erneut, diesmal an den FC Groningen, ausgeliehen wurde. Dies war jedoch seine letzte Station außerhalb Eindhovens; den Rest seiner Laufbahn verbrachte er vom Sommer 1994 bis Ende der Saison 2003/04 bei der PSV. Er war jedoch verletzungsanfällig und musste sich mehrfach Operationen an Knien, Knöcheln und der Achillessehne unterziehen. So kam er in diesen zehn Jahren lediglich auf 152 Ligaspiele. Das erste seiner nur sechs Ligatore erzielte er für PSV im Match in Maastricht am 14. April 1995; nur eine Minute, nachdem Richard Roelofsen MVV in Führung gebracht hatte, glich Faber zum 1:1 aus; das Spiel endete 3:2 für PSV.
In der Saison 2003/04 kam er nur noch zweimal auf den Platz. Sein letztes Spiel für PSV war das Heimspiel gegen Feyenoord am 14. März 2004. Nach 67 Minuten kam er als Auswechselspieler für Remco van der Schaaf ins Spiel. Anschließend war seine Profilaufbahn nach 248 Spielen mit sechs Toren in der Eredivisie, 45 Spielen und einem Treffer in Europapokalwettbewerben sowie 13 Operationen beendet.

## Nationalmannschaft
Im Februar 1998 lud Bondscoach Guus Hiddink Faber, der beim amtierenden niederländischen Meister eine sehr solide Saison gespielt hatte, zu einem Trainingslager der Nationalmannschaft in Florida ein. Das Team sollte sich dort auf die bevorstehende Weltmeisterschaft vorbereiten; Faber sollte als Neuling mitfliegen. Die Stammbesetzung in der Innenverteidigung bildeten zu der Zeit Frank de Boer und Fabers Vereinskollege Jaap Stam, die seit Oktober 1996 alle WM-Qualifikationsspiele gemeinsam bestritten hatten.
Im ersten Spiel des Trainingslagers im Pro Player Stadium von Miami begannen wie gewohnt Stam und de Boer. In der Halbzeit kam Winston Bogarde für Stam ins Team, Faber blieb 90 Minuten auf der Bank. Die Niederländer gewannen gegen die US-Boys mit 2:0. Drei Tage später, am 24. Februar, standen de Boer und Bogarde in der Anfangsformation gegen Mexiko. Nachdem Patrick Kluivert mit einem Doppelschlag und Wim Jonk ihr Team innerhalb von drei Minuten in Führung gebracht hatten, war die Partie nach 20 Minuten bereits so gut wie entschieden; Hiddink hatte Gelegenheit zum Experimentieren. Nachdem er in der Pause bereits dreimal gewechselt hatte, durfte auch Faber in der 58. Minute für Bogarde aufs Feld und kam so zu seinem Debüt in Oranje, allerdings gelangen den Mexikanern nach dieser Einwechslung noch zwei Treffer zum Endstand von 2:3 – den zweiten davon, einen Elfmeter, verursachte Faber. Vielleicht wäre er trotzdem in den Kader für die WM berufen worden, hätte er sich nicht im letzten Heimspiel der Saison mit PSV erneut die Achillessehne angerissen. So blieb Fabers erstes Länderspiel auch sein letztes.

## Trainer
Nach dem Ende seiner aktiven Laufbahn wurde Faber zunächst Nachwuchstrainer bei PSV. Im September 2006 ging er als Trainerassistent zum Lokalrivalen FC Eindhoven, bei dem er am 24. Oktober 2007 übergangsweise den entlassenen Louis Coolen als Cheftrainer vertrat. Da ihm die Lizenz fehlte, wurde Gerald Vanenburg als Nachfolger verpflichtet, der jedoch nur drei Monate blieb; am 25. März 2008 wurde Faber erneut Interimstrainer, diesmal bis Saisonende. Anschließend kehrte er zur PSV zurück, bei der er die Verantwortung für die A1-Juniorenmannschaft übernahm. Zur Saison 2010/11 übernahm er als Nachfolger von Jan Poortvliet die sportliche Verantwortung als Cheftrainer beim FC Eindhoven in der Eerste Divisie. Seit Ende Januar 2011 war er darüber hinaus in der Nachfolge von Frank de Boer einer der Assistenztrainer von Bert van Marwijk bei der Nationalmannschaft; diese Aufgabe endete mit der Vertragsauflösung van Marwijks im Anschluss an die Europameisterschaft 2012. Nach der Entlassung Fred Ruttens bei PSV kehrte er am 12. März 2012 erneut zu seinem Heimatverein zurück, wo er zunächst gemeinsam mit Interims-Chefcoach Phillip Cocu das Eredivisie-Team betreut. Anschließend arbeitete Faber als Assistent des neuen Chefcoachs Dick Advocaat. Die Zusammenarbeit Fabers mit PSV ist bis Ende der Saison 2013/14 vorgesehen, dauerte dann aber bis zum Ende der Saison 2014/15. 
Zur neuen Saison wechselte Faber mit einem Vertrag mit einer Laufzeit von zwei Jahren als Trainer zum NEC Nijmegen. Bereits im Jahr 2016 wurde die Beendigung dieses Vertrag zum Saisonende vereinbart und Faber unterschrieb einen Vertrag beim FC Groningen.
Bereits im Januar 2018 kamen Faber und der Verein zu dem Ergebnis, den Vertrag bei Ablauf im Sommer 2018 nicht zu verlängern.
Faber kehrte als Leiter der Nachwuchsabteilung zum PSV Eindhoven zurück. Nachdem der Verein Mitte Dezember 2019 Mark van Bommel als Trainer entließ, wurde Faber als neuer Trainer bis zum Ende der Saison verpflichtet.

## Erfolge
- Niederländischer Meister: 1997, 2000, 2001, 2003 (PSV)
- Niederländischer Pokal: 1996 (PSV)
- Niederländischer Supercup: 1996, 1997, 1998, 2000, 2001, 2003 (PSV)